# Reel 2 Real
Reel 2 Real är en amerikansk musikgrupp vars kärna utgörs av New York-DJ:n Erick Morillo. Reel 2 Reals blandning av house och reggae gav listframgångar under 1990-talet. Deras mest kända låt är "I Like to Move It" från 1994, på vilken toastern The Mad Stuntman (Mark Quashie) medverkar.

## Diskografi

### Album
- 1994 – Move It!
- 1995 – Reel 2 Remixed
- 1996 – Are You Ready for Some More?

### Singlar
- 1993 – "The New Anthem"
- 1994 – "I Like to Move It"
- 1994 – "Go On Move"
- 1994 – "Can You Feel It?"
- 1994 – "Raise Your Hands"
- 1995 – "Conway"
- 1996 – "Jazz It Up"
- 1996 – "Are You Ready for Some More?"
- 1997 – "After the Rain"